# Maria Enzersdorf
Maria Enzersdorf osztrák mezőváros Alsó-Ausztria Mödlingi járásában. 2022 januárjában 8721 lakosa volt. 

## Elhelyezkedése

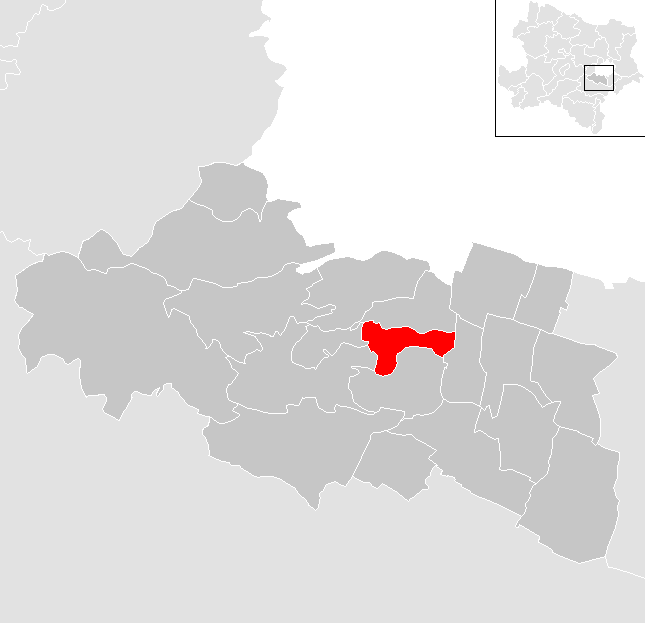
Maria Enzersdorf a Mödlingi járásban

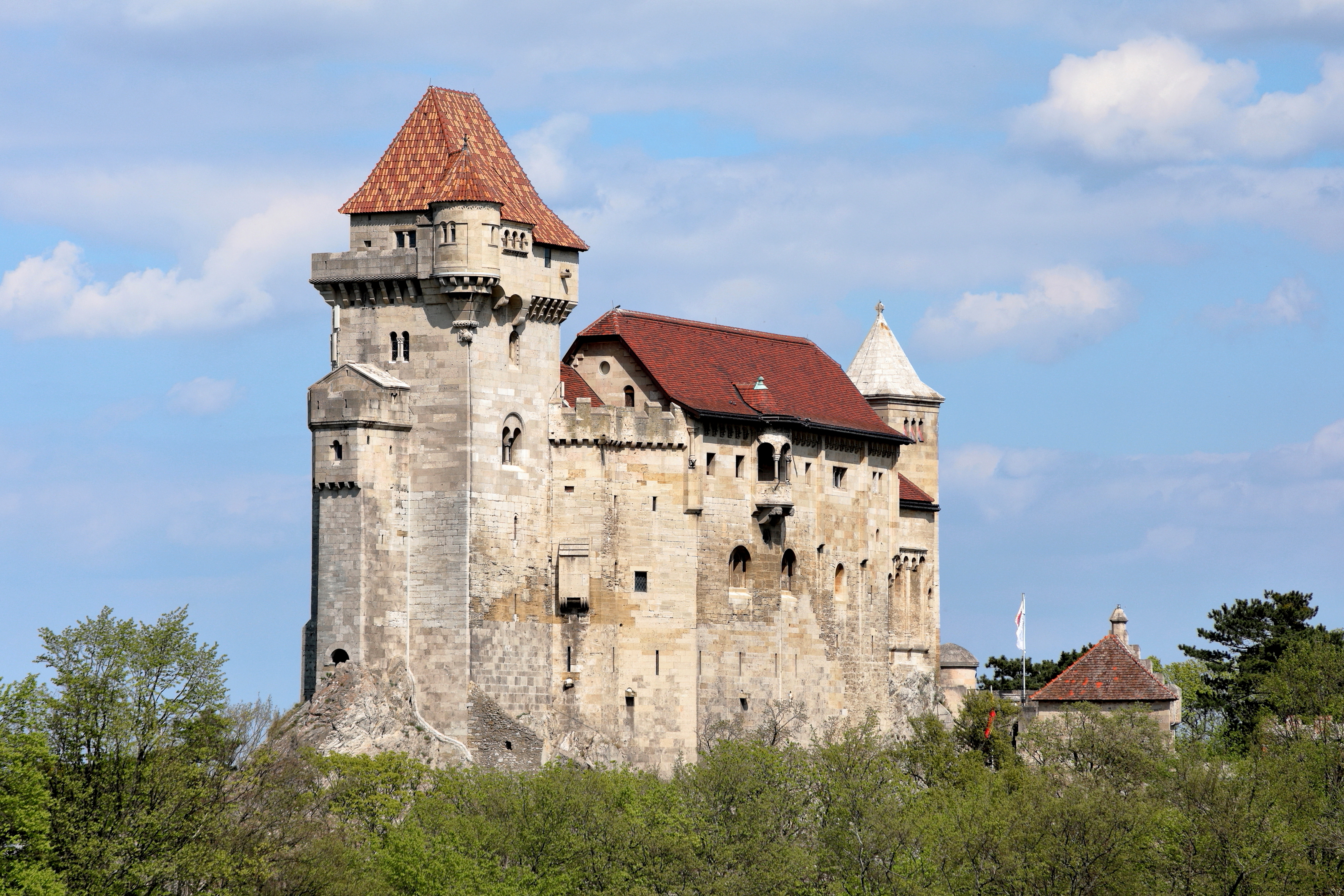
Liechtenstein vára

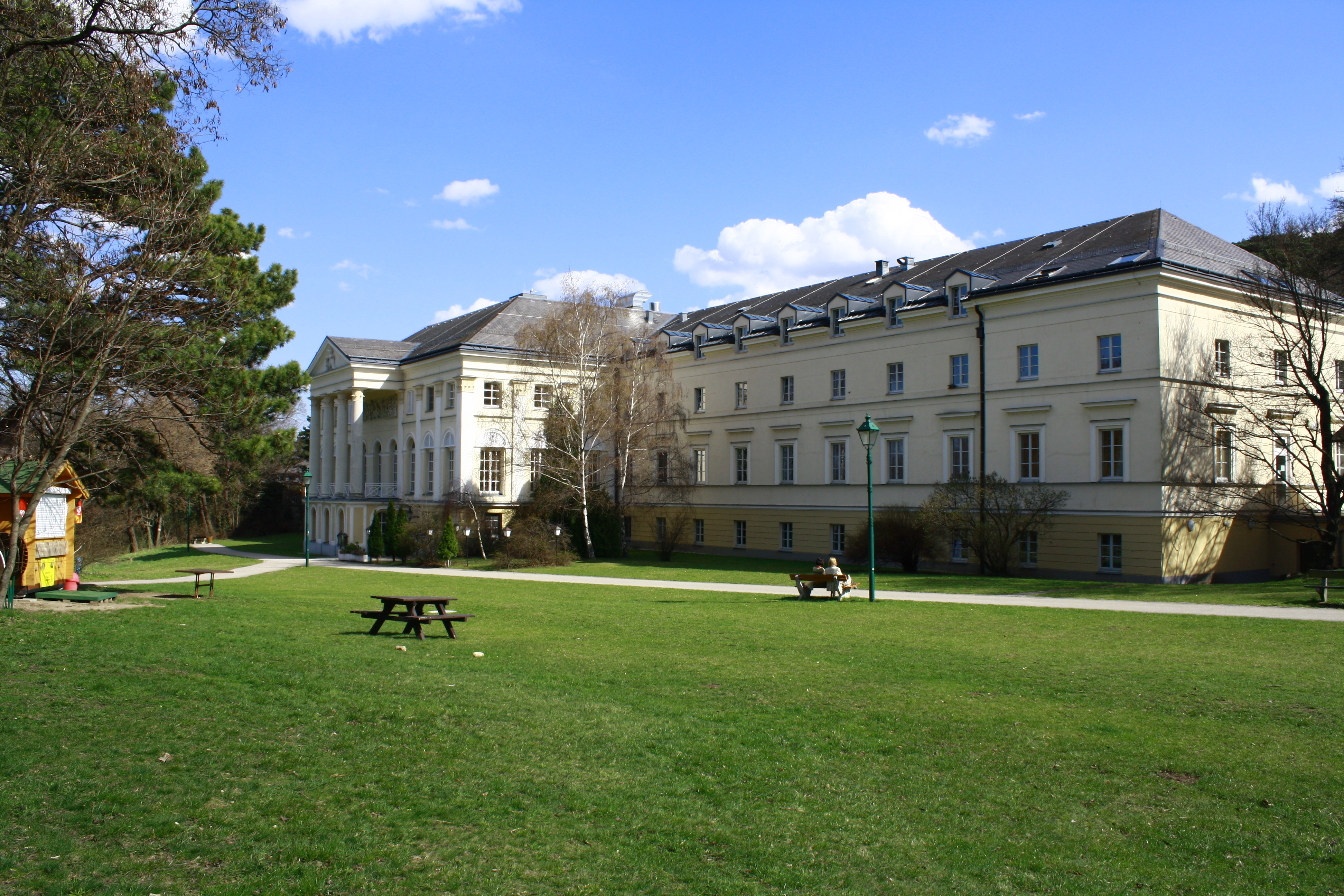
A Liechtenstein-kastély

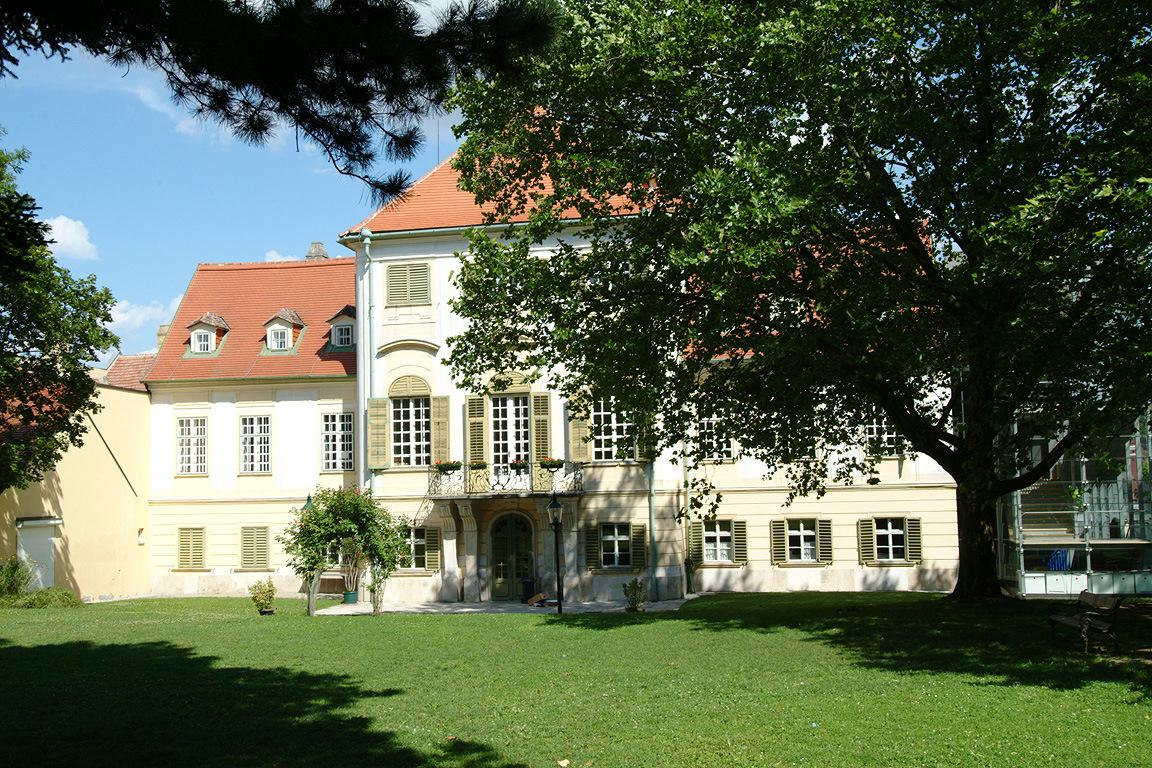
A Hunyadi-kastély

Maria Enzersdorf a tartomány Industrieviertel régiójában fekszik, a Bécsi-erdő és a Bécsi-medence határán. Területének 19,9%-a erdő, 9,7% áll mezőgazdasági művelés alatt. Két jelentősebb városrésze van: a történelmi Maria Enzensdorf és tőle keletre az 1961-ben alapított, kertváros jellegű Südstadt. 
A környező önkormányzatok: északra Brunn am Gebirge, délkeletre Wiener Neudorf, délre Mödling, nyugatra Hinterbrühl, északnyugatra Gießhübl.

## Története
Maria Enzersdorf első említése 1130-ből származik ("Engelschalkesdorf" formában), de helyén már a 11. században is állt egy kis gerendaerőd. A 12. század közepén Hugo von Petronell felépíttette Liechtenstein várát és birtoka után felvette a Liechtenstein nevet, megalapítva ezzel az eljövendő hercegi famíliát. 1454-ben ferences kolostort alapítottak a településen. Bécs első és második török ostromakor Maria Enzersdorf elpusztult, de mindkét alkalommal újjáépült. A reformáció után a lakosság nagy része protestánssá vált és a ferenceseknek távozniuk kellett, de az ellenreformáció idején visszatértek. 
1808-ban I. János liechtensteini herceg visszavásárolta a már a 13. században elvesztett Liechtenstein várát, felépítette a Liechtenstein-kastélyt és a vár környékén művészi mesterséges romokat emeltetett. A század végén a verbita rend felépítette a második kolostort, a Szt. Gábriel missziósházat.
Az 1938-as Anschluss után a környező községek beolvasztásával létrehozták Nagy-Bécset; Maria Enzersdorf is a főváros 24. kerületéhez került. Függetlenségét 1954-ben nyerte vissza. 1964-ben a mezőváros harmadik kolostorát a klarisszák alapították. 1960-ban jelentős bővítésre került sor, Viktor Müllner tartományi kormányzó megalapította a Südstadt városrészt, amely az 1970-es évekre készült el és neki köszönhetően Maria Enzersdorf lakossága tíz év alatt megduplázódott. 

## Lakosság
A Maria Enzersdorf-i önkormányzat területén 2022 januárjában 8721 fő élt. A lakosságszám 1991 óta 8500 körül stagnál. 2020-ban az ittlakók 86,7%-a volt osztrák állampolgár; a külföldiek közül 3,4% a régi (2004 előtti), 4,9% az új EU-tagállamokból érkezett. 2,5% az egykori Jugoszlávia (Szlovénia és Horvátország nélkül) vagy Törökország, 2,4% egyéb országok polgára volt. 2001-ben a lakosok 63,6%-a római katolikusnak, 8,9% evangélikusnak, 2,9% ortodoxnak, 2,1% mohamedánnak, 17,5% pedig felekezeten kívülinek vallotta magát. Ugyanekkor a legnagyobb nemzetiségi csoportokat a németek (88,7%) mellett a szerbek (1,8%) és a magyarok (1,1%) alkották.
A népesség változása:

| 2016 | 8 777 |
| 2018 | 8 829 |

## Látnivalók
- Liechtenstein vára

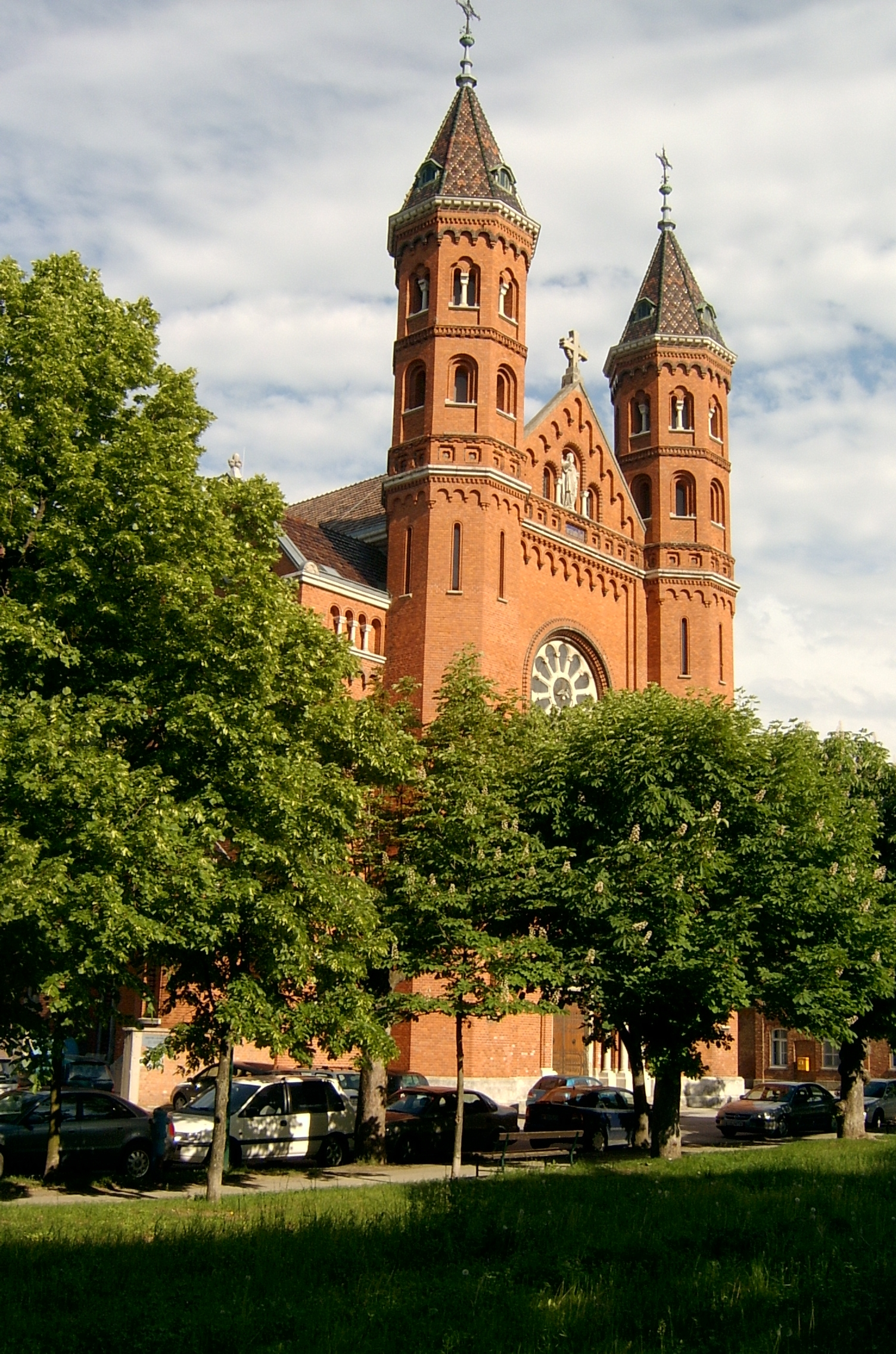
A Szt. Gábriel missziósház temploma

- a Liechtenstein-hercegek által építtetett mesterséges várromok és "amfiteátrum"
- a ferences kolostor és a Mária Magdolna-plébániatemplom
- a Szt. Gábriel missziósház
- a Liechtenstein-kastély (ma idősek otthona)
- a Hunyadi-kastély (nevét Hunyadi Kálmán (1830–1901) császári főceremóniamesterről kapta)
- a Mária Terézia-kastély

## Híres Maria Enzensdorf-iak
- Duczyńska Ilona (1897–1978), újságíró, történész
- Elfriede Ott (1925–2019), színésznő, énekesnő

## Fordítás
- Ez a szócikk részben vagy egészben  a   Maria Enzersdorf című német Wikipédia-szócikk ezen változatának fordításán alapul.  Az eredeti cikk szerkesztőit annak laptörténete sorolja fel. Ez a jelzés csupán a megfogalmazás eredetét és a szerzői jogokat jelzi, nem szolgál a cikkben szereplő információk forrásmegjelöléseként.